# Кампиони
Кампиони (пол. Campioni) — дворянский род.

## Происхождение и история рода
Филипп-Антон Кампиони, приехавший в Речь Посполитую из Вероны в 1762, был владельцем магазина экзотических фруктов и специй. За оказанные государству заслуги, получил грамоту Польского Короля Станислава-Августа, 21 Декабря 1791 года, на потомственное дворянство с нижеописанным гербом.
В Российской империи обрели известность представители другой династии, потомки Николао Антонио Кампиони, один из сыновей которого — Пьетро Антонио Кампиони (1739-1807) основал архитектурную мастерскую в Москве.

## Описание герба
В расчетверенном щите, накинут красный щиток, в котором белый орёл, влево. В первой части щита три звезды золотые горизонтально, в голубом поле; во второй и третьей бегущий лев, вправо, в золотом поле; а в четвёртой белая лилия в красном поле. В навершии шлема три страусовые пера.